# Phelsuma borai
Phelsuma borai là một loài thằn lằn trong họ Gekkonidae. Loài này được Glaw, Köhler & Vences mô tả khoa học đầu tiên năm 2009.